# Warnow (schip, 1959)
De Warnow is een voormalige loodsboot die vanaf 2008 omgebouwd was tot zeilboot. Van de boot en de drie Nederlandse opvarenden is sinds 17 april 2013 niets meer vernomen. 

## Geschiedenis
De in 1959 tewatergelaten Warnow (vernoemd naar de gelijknamige rivier) was de eerste van een serie loodsboten die werden gebouwd door de Neptun Werft in Rostock, in de toenmalige Duitse Democratische Republiek (DDR). Nadat de Warnow dertig jaar lang rondom de havenstad Rostock in gebruik was, werd hij in 1990 verkocht naar Nederland. Na enkele jaren in de omgeving van Rotterdam te zijn gebruikt, belandde de Warnow vlak bij de Van Brienenoordbrug op de wal. De loodsboot was op dat moment al niet meer in geheel originele staat. Zo was de 150 pk-dieselmotor van VEB Schwermaschinenbau „Karl Liebknecht“ (SKL) vervangen door een Mercedes-Benz-motor van 250 pk.
In 2002 werd de Warnow verkocht aan een nieuwe eigenaar die hem vanaf 2008 naar eigen inzicht verbouwde tot een zeilende motorboot. De verbouwde stuurhut werd naar voren verplaatst en een voormalige hijskraan diende als scheepsmast voor het zeil van een oude tjalk. De eigenaar en zijn vriendin voeren regelmatig met de boot door Nederland. Na de eerste langere zeiltocht op zout water, naar het festival Oerol op Terschelling, volgde het plan om met een groep naar het poollicht te varen.
Op 17 maart 2013 vertrok de Warnow met acht opvarenden vanuit de Schiedamse Voorhaven. Voor de kust bij het Engelse Whitby kwam de boot tijdens een storm in moeilijkheden en werd door reddingboten naar Middlesbrough gesleept. Een van de reddingboten liep bij de hulpverlening schade op. Met muziekoptredens in Britse pubs werd door de Warnow-bemanning wat geld verdiend en na een opknapbeurt vertrok de boot na twee weken vanuit Middlesbrough richting Schotland. In Stonehaven gingen vijf bemanningsleden van boord. De overige drie vertrokken op 15 april 2013 naar Noorwegen, waarna de Warnow op 17 april 2013 nog één keer is gesignaleerd bij het Draupnerplatform op de Noordzee, halverwege Schotland en Noorwegen. Daar maakten de mobiele telefoons van de opvarenden automatisch contact met de gsm-mast van het platform. De iPhone die voor de navigatie werd gebruikt haalt dan automatisch een blokje data binnen. Sindsdien ontbreekt ieder spoor van het schip.
Twee weken na het laatste contact stopte de kustwacht in Noorwegen met de actieve zoektocht naar de vermiste Nederlandse zeilboot, en in augustus 2013 stopten de Nederlandse en Noorse kustwacht definitief met zoeken naar de Warnow. Ze gingen uit van schipbreuk.

## Film
In oktober 2023 verscheen de film Warnow: Reis naar het Noorderlicht. Door de opvarenden zijn tijdens het eerste deel van de reis vrij veel video-opnamen gemaakt met het doel er later een documentaire van te maken om inkomsten mee te genereren. Met deze opnamen en interviews met overlevenden en andere getuigen reconstrueerde filmregisseur Wim van der Aar de reis die de levens van de vijf terugkeerders voorgoed veranderde.

## Overig

Vindplaats spullen

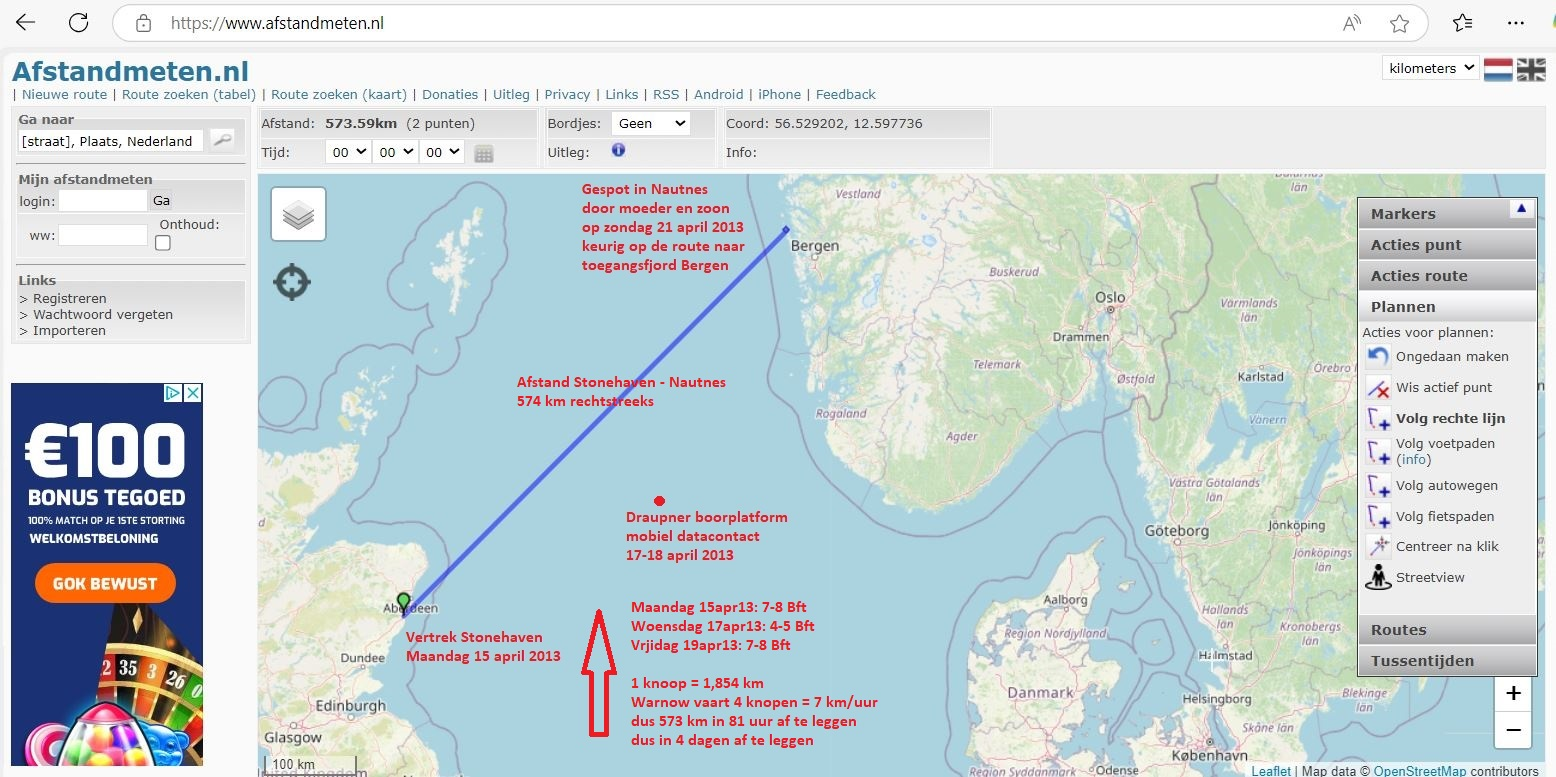
Route van Stonehaven naar Nautnes

Er is een soortgelijk schip gezien in Noorwegen ten noorden van de stad Bergen. Volgens Mats Blomvagnes van het Rode Kruis in Bergen is zondag 28 april 2013 in de buurt van Bergen een schip gezien dat veel lijkt op de Warnow, en er zijn spullen gevonden op een eilandje tussen Alvheim en Nautnes, ten noorden van Bergen. Het betreft geen persoonlijke zaken als kleding: "Het zijn algemene goederen die op elk schip thuishoren, zoals kussens, hout en pannen." "Ik weet niet of deze spullen afkomstig zijn van de Warnow, maar we moeten alle opties open houden" zei hij. De reddingsdienst bleef met legervliegtuigen en helikopters zoeken naar het vermiste bootje.
Samengevat met wat er in de film Warnow: Reis naar het Noorderlicht is gezegd, is het aannemelijk dat de Warnow het heeft gehaald tot de toegangsfjord naar Bergen en daar met storm op de rotsen is gelopen. Volgens de film is de Warnow op zondag 21 april 2013 door een moeder en zoon waargenomen te Nautnes, Noorwegen. Daarna zijn er spullen aangetroffen op de kust van de onderliggende eilanden.